# Billy Breakenridge
William Milton Breakenridge, detto Billy (Watertown, 25 dicembre 1846 – Tucson, 31 gennaio 1931), è stato soldato, sceriffo e attore di teatro ai tempi del "selvaggio west" americano.

## Biografia
Terzo dei quattro figli dei canadesi George David ed Eliza Ann Breakenridge (o Breckenridge), a sedici anni il giovane Billy lasciò Watertown e il Wisconsin per arruolarsi nell'esercito statunitense. Sul finire della guerra di secessione, agli ordini del maggiore John Chivington, partecipò con la milizia dei Volontari del Colorado al massacro di Sand Creek (29 novembre 1864). Quindi, cessate le ostilità, girovagò lungo la cosiddetta "frontiera" dell'Arizona per stabilirsi infine a Phoenix, dove rimase per circa un anno come vicesceriffo della contea di Maricopa.
Trasferitosi poi nella contea di Cochise, fu aiutante dello sceriffo Johnny Behan ai tempi della sparatoria all'O.K. Corral di Tombstone, incarico che lasciò poco dopo per assumere quello di vicesceriffo federale e poi quello di ispettore per la compagnia ferroviaria Southern Pacific Railroad.
Nel 1928 pubblicò un libro di memorie, scritto in realtà dal ghostwriter William McLeod Raine, dedicato in particolare all'episodio di Tombstone, Helldorado. Bringing the law to the mesquite, in cui attaccò apertamente la figura del leggendario sceriffo Wyatt Earp.
Poco prima dell'alba del 31 gennaio 1931 l'ottantaquattrenne Breakenridge, che aveva già subito un intervento chirurgico per problemi al cuore, morì per insufficienza cardiaca a Tucson, dove è sepolto nell'Evergreen Cemetery.

## Opere
- (EN)  Helldorado. Bringing the law to the mesquite, Boston, Houghton Mifflin, 1928. Nuova edizione a cura di Richard Maxwell Brown: Madison, The Lakeside Press, 1982. Riedizione (parzialmente consultabile su Google Libri): Lincoln, University of Nebraska Press, 1992, ISBN 978-0-8032-6100-6.